# سداع
السُّدَاع هو جنس من الفطريات. يشتق حمض الفوسيديك المضاد للجراثيم من النوع Fusidium coccineum.